# Island i olympiska vinterspelen 1964
Island deltog med fem deltagare vid de olympiska vinterspelen 1964 i Innsbruck. Ingen av landets deltagare erövrade någon medalj.